# Royal Charles Steadman
Royal Charles Steadman (1875-1964) - communément Royal C. Steadman - est un botaniste américain, peintre de fruits et de légumes, sculpteur de fruits en cire, renommé pour ses aquarelles. Il a travaillé pour le ministère de l'Agriculture des États-Unis (USDA) et réalisé 900 aquarelles au cours de ses 26 ans de carrière. Son dessin est précis, méticuleux et agréablement présenté.

## Biographie
Royal Charles Steadman est né à Portland, dans le Maine le 23 juin 1875. Ses parents se séparèrent et en 1891, son père se remaria et déménagea à Boston où il étudie les beaux-arts à l'école de dessin et de peinture du musée des beaux-arts de Boston puis à la Cowles Art School. Il se spécialise dans le dessin de bijoux à la Rhode Island School of Design. En 1914 il obtient une médaille de conception de bijoux. En 1915 il entre au Département de l'agriculture des États-Unis (USDA) en tant qu'artiste pomologique pour le Bureau of Plant Industry, Soils, and Agricultural Engineering (BPISAE, 1920-1959) dont la mission était de documenter les productions horticoles américaines. Steadman réalise des aquarelles ou des dessins de fruits, de légumes et de fleurs ainsi que des modèles avec une finition en cire peinte.

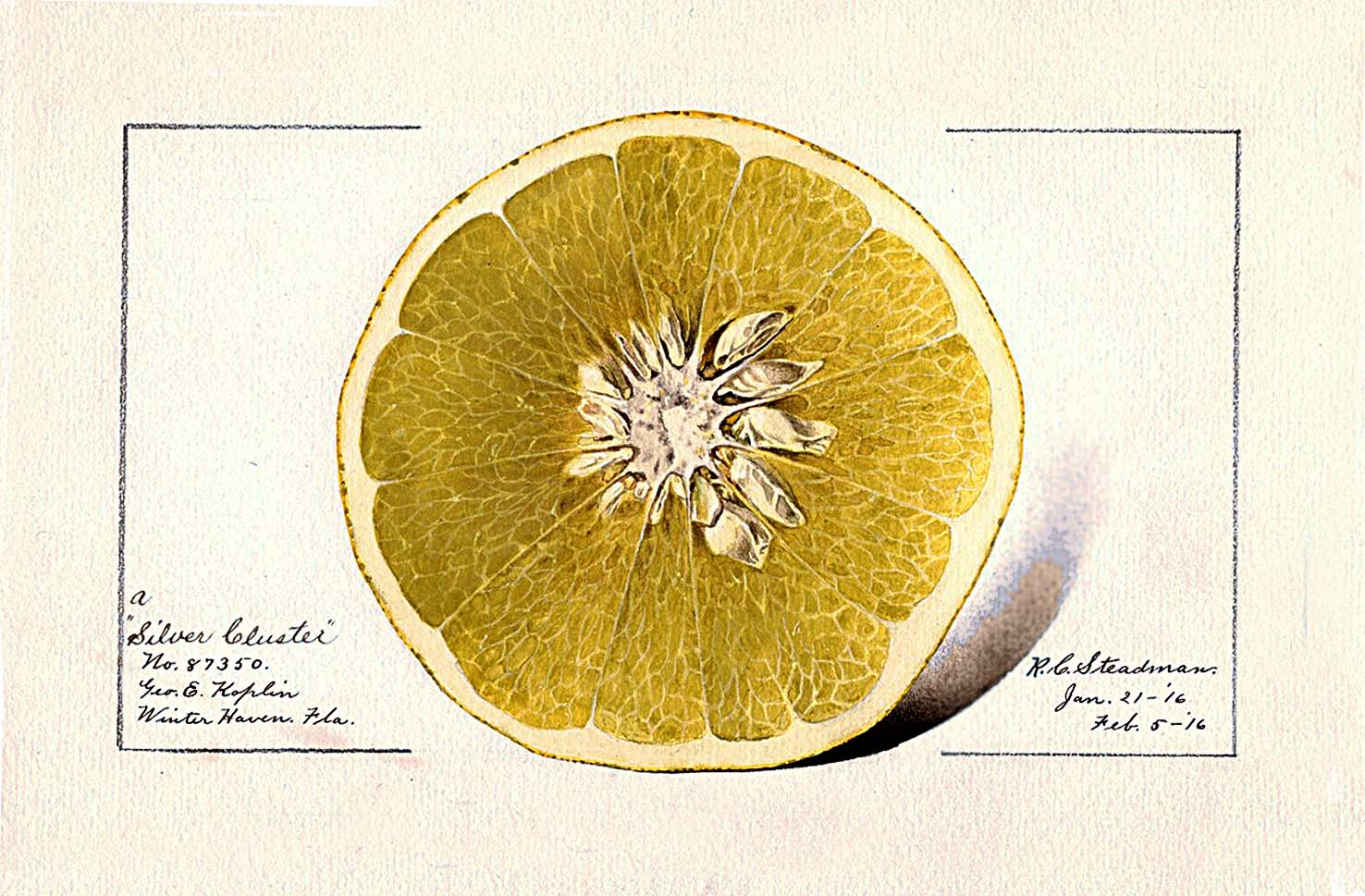
Février 1916: Citrus paradisi var. 'Silver cluster' - de Floride par Royal C. Steadman

En 1920, il est promu artiste botanique. Pendant son temps libre il réalise des portraits dont celui d'Isaac Newton, ancien commissaire de l'agriculture (grand père de sa consœur Amanda Almira Newton), de James Wilson Secretary of Agriculture. Il prend sa retraite en 1941 à cause d'une bronchique chronique et s'installe à Banning (Californie) dont le climat lui est bénéfique. Il y décède le 6 aout 1964.

## Les reproductions
Les reproductions à l'aquarelle avaient été choisies en concurrence à la photographie. Elles étaient publiées à destination des professionnels. Elles restent une source d'information toujours consultée. Royal Charles Steadman a laissé plus de 850 aquarelles à la collection USDA dont il est un des principaux contributeur. Sa renommée était internationale et la légende veut que la précision de ses pommes en coupe était tellement réaliste qu'une souris serait venue manger le papier où se trouvaient les pépins.
La collection de l'USDA contient aussi 79 modèles de fruit en cire peinte dont Royal Charles Steadman est  presque exclusivement l'auteur. Il a développé et breveté une technique de modelage à partir de moulage renforcé au plâtre et finition en cire peinte à la main. Le plus souvent ces modèles accompagnaient une aquarelle. La reproduction pesait le même poids que le fruit original et reproduisait les imperfections, les traces de vieillissement et de transport.
|                                                                                       |
| Groseilles à maquereau originaire de Takoma Park, comté de Montgomery, Maryland. 1916 |

|                       |
| Pomme Shoemaker. 1924 |

|                         |
| Pomme 'Red Keeper' 1916 |

|                        |
| Tangerine 'Dancy' 1919 |

|                        |
| Poire 'King Karl' 1919 |

|                                         |
| Nefle du Japon blanche 'Champagne' 1919 |

|                        |
| Prune 'Lafayette' 1919 |

|                       |
| Avocat 'Wagner', 1916 |

## Les aquarelles de l'USDA
U.S. Department of Agriculture's Pomological Watercolor Collection rassemble 7497 illustrations botaniques à l'aquarelle créées pour l'USDA entre 1886 et 1942 par une cinquantaine d'artistes parmi lesquels :
- Mary Daisy Arnold  (1873[?] -1955)
- Louis Charles Christopher Krieger (1873-1940) spécialiste en mycologie,
- Amanda Almira Newton (1860[?] -1943),
- Deborah Griscom Passmore (1840-1911), première aquarelliste en 1892 et pendant 20 ans, elle produisit 1500 aquarelles
- Elsie Lower Pomeroy (1882-1971),
- Wilhelm Heinrich Prestele (1838-1895),
- Ellen Isham Schutt (1873-1955),
- James Marion Shull (1872–1948),
- Roberta Cowing Throckmorton (1860-1924).